# Visó europeu

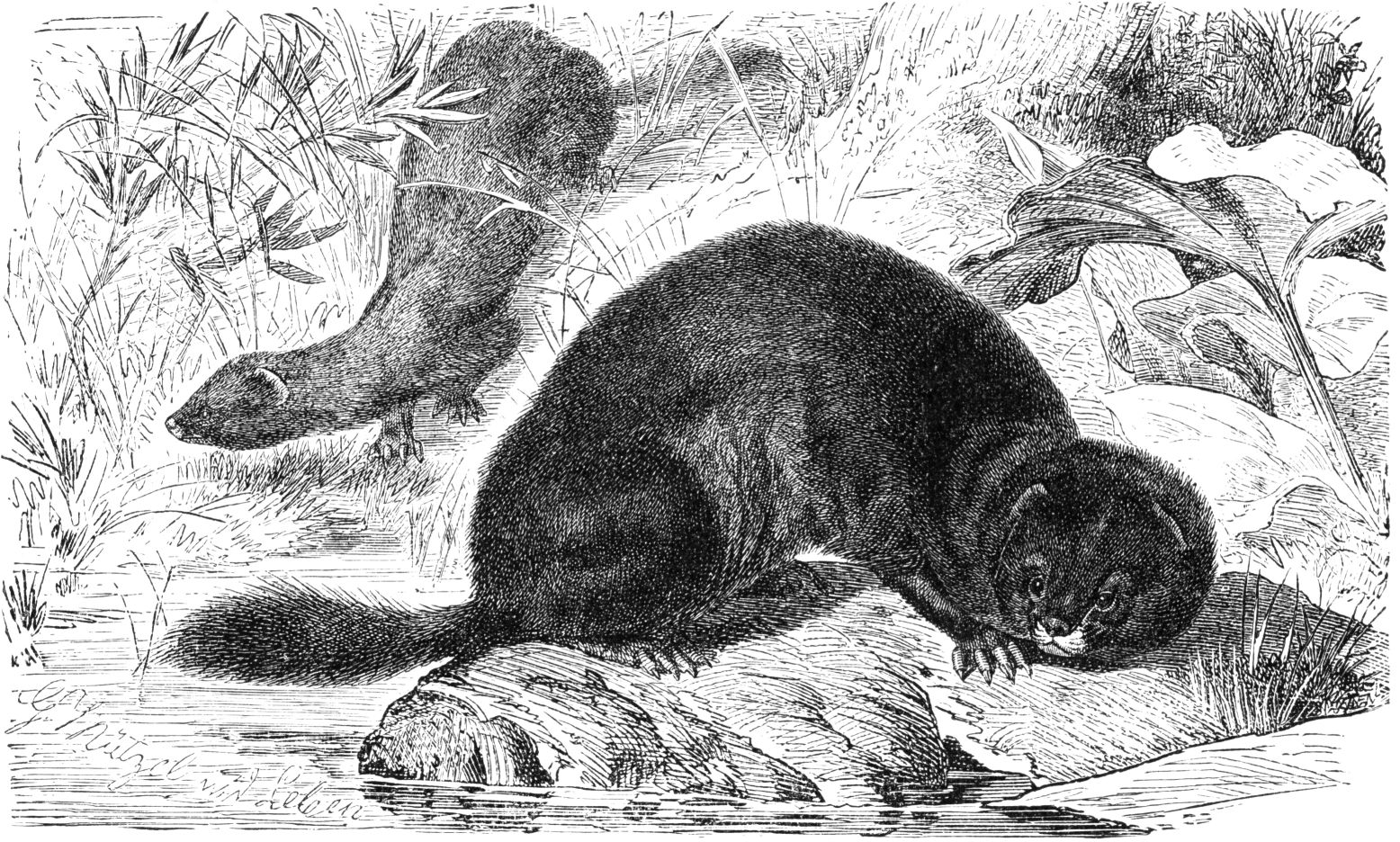
Il·lustració de visons europeus (Gustav Mützel, 1927).

El visó europeu (Mustela lutreola) és un dels mustèlids més mal estudiats a Europa.

## Descripció
- És més petit que el visó americà: les femelles pesen uns 400-600 g i els mascles uns 500-900 g.
- Presenta un color marró més clar i unes taques blanques invariablement ben desenvolupades tant al llavi inferior com al superior.

## Subespècies
- Mustela lutreola biedermanni (Matschie, 1912).[2] França[3]
- Mustela lutreola binominata (Ellerman i Morrison-Scott, 1951).[4] Euràsia[5]
- Mustela lutreola cylipena (Matschie, 1912).[6] Europa[7]
- Mustela lutreola lutreola (Linnaeus, 1761).[8] Europa i Sibèria[3]
- Mustela lutreola novikovi (Ellerman i Morrison-Scott, 1951).[9] Euràsia[5]
- Mustela lutreola transsylvanica (Éhik, 1932).[10] Europa[11]
- Mustela lutreola turovi (Kuznetsov a Nóvikov, 1939).[12] Caucas[3][13]

## Reproducció
Quant a la seva reproducció, l'aparellament té lloc des de febrer fins a l'abril inclòs. El visó capturat a Catalunya presentava un estat semifuncional dels testicles. La durada de la implantació diferida de l'òvul no és gaire coneguda. La gestació té una durada de 5-6 setmanes i el nombre de nadissos oscil·la entre 3 i 7, els quals romanen amb la mare fins a la tardor i arriben a la maduresa sexual a 9 mesos.

## Alimentació
L'alimentació únicament ha estat estudiada a l'antiga URSS i a França. A França, el visó europeu depreda principalment micromamífers (talpó roig, talps i altres rosegadors), peixos, amfibis, crustacis, mol·luscs i insectes de mida gran, principalment. També s'alimenta, amb menor freqüència, d'ocells, rèptils i vegetals.

## Hàbitat
És un animal d'hàbits semiaquàtics. Viu a les masses d'aigua (aiguamolls i llacs) i als cursos fluvials de cabal mitjà amb abundant vegetació de ribera. Evita, però, els grans rius. A la península Ibèrica se l'ha trobat fins als 800 m d'altitud.

## Distribució geogràfica
L'àrea de distribució històrica del visó europeu abasta la meitat del nord de l'Europa Central, Belarús, Lituània, Letònia, Estònia, Ucraïna, Moldàvia, Romania i Rússia fins als Urals. No obstant això, aquesta distribució s'ha modificat a causa de la desaparició de les seves poblacions de molts indrets i a la colonització de l'Europa Occidental des del segle xix. Actualment roman restringit a dues zones totalment aïllades entre si per més de 2.000 km: la zona oriental a Romania i l'antiga Unió Soviètica, i l'occidental a l'oest de França i nord d'Espanya.
A la península Ibèrica el gruix de la població es troba al País Basc i Navarra, i ha estat observat a Cantàbria. Malgrat tot, la dada d'aquesta darrera localitat és molt antiga i no confirmada. Aquestes poblacions són producte d'una recent colonització efectuada durant el segle xx per les poblacions de l'oest de França. L'any 1989 hom en trobà un exemplar al Delta de l'Ebre, segurament procedent de les poblacions navarreses i de La Rioja, tot seguint la conca de l'Ebre des d'aquestes localitats. L'exemplar fou capturat a la Punta de la Banya dintre d'una nansa de pescar crancs marins. Posteriorment han estat trobats rastres d'aquesta espècie al riu Ebre.

## Estat de conservació
El visó europeu és una espècie amenaçada d'extinció i actualment està inclòs en diverses legislacions com són el Conveni de Berna i el de Washington. A Espanya es troba protegit des de l'any 1980. Totes les poblacions europees estan desapareixent a un ritme molt accelerat. Les poblacions del nord de la península Ibèrica segurament s'estan reduint. Les explicacions de la regressió i desaparició del visó europeu són molt variades.
Segurament, una de les primeres i més important podria ser la presència d'algun tipus de malaltia o epizoòtia encara desconeguda que està afectant greument les poblacions de visó europeu i que segurament provocà la seva desaparició d'Alemanya, els Països Baixos, Suïssa, Dinamarca, Polònia i altres països de l'Europa Central durant aquest segle, abans de la destrucció de l'hàbitat i de l'aparició del visó americà als ecosistemes europeus. Amb posterioritat es van afegir altres causes com ara la construcció de pantans i canals, desviació dels cursos d'aigua i desbrossaments dels marges, desaparició de les zones humides per dessecació i aprofitament agrícola, pol·lució dels rius per metalls pesants i pesticides, presència del visó americà al mateix hàbitat (ocupen nínxols ecològics similars), ús de trampes, caça il·legal, etc.
Actualment la seva caça està totalment prohibida, i els exemplars que són morts per causa de l'ésser humà ho són accidentalment. A Ibèria les seves poblacions són molt reduïdes i amenaçades, mentre que a Catalunya l'única dada de la qual hom disposa no permet de cap forma acceptar la presència d'una població, encara que no seria estrany que se'n trobessin més individus tant al Principat de Catalunya com a Aragó. L'única localitat coneguda amb aquesta espècie a Catalunya és inclosa al Parc Natural del Delta de l'Ebre, raó per la qual, i mentre s'esperen possibles noves troballes, el grau de protecció de l'hàbitat hauria de ser satisfactori.